# Стрімголов
«Стрімголов» (англ. «Falling») — українська психологічна драма 2017 року, повнометражний режисерський дебют Марини Степанської. Фільм брав участь в головній конкурсній програмі 52-го Міжнародного кінофестивалю у Карлових Варах та національній конкурсній програмі 8-го Одеського міжнародного кінофестивалю.
У серпні 2017 року стрічка взяла участь у відборі на висування фільму від України на ювілейну 90-ту кінопремію «Оскар» Американської академії кінематографічних мистецтв і наук у категорії «Найкращий фільм іноземною мовою».

## Сюжет
Події фільму розвиваються в сучасному Києві, де головні 27-річні «негерої» намагаються зробити непростий вибір в умовах «героїчного часу».
Антон, музикант-вундеркінд, що не впорався з покладеними на нього сподіваннями, повертається додому після двох років навчання у Швейцарії і піврічного лікування алкогольної залежності в психоневрологічному диспансері під Києвом. Його дідусь, людина суворих принципів, вивозить хлопця в село, далеко від принад великого міста. Одного разу Антон зустрічає Катю, яка, як і він, намагається знайти своє життя в житті. Вона незабаром має поїхати до Берліна разом із своїм хлопцем Йоганном, німецьким фотожурналістом, з яким вона познайомилася під час подій на Майдані. Однак її зустріч з Антоном приносить новий імпульс у її життя і глибоко впливає на них обох…

## У ролях
У фільмі знімалися:

| Актор            | Роль   |
| ---------------- | ------ |
| Дар'я Плахтій    | Катя   |
| Андрій Селецький | Антон  |
| Олег Мосійчук    | дідусь |
| Лариса Руснак    | мама   |
| Крістіан Борис   | Йоганн |

## Знімальна група
- Автор сценарію — Марина Степанська
- Режисер-постановник — Марина Степанська
- Продюсери — Олена Єршова, Алла Овсяннікова, Володимир Філіппов, Андрій Ящишин, Катерина Лачіна
- Виконавчий продюсер — Андрій Суярко
- Оператор — Себастьян Талер
- Композитор — Микита Мойсеєв
- Монтаж — Борис Петер
- Художник-постановник — Юлія Балан
- Художник по костюмах — Оксана Мельничук
- Звукорежисер — Сергій Степанський
- Підбір акторів — Зінаїда Мамонтова

## Кошторис
Кошторис стрічки становив ₴10 млн. Стрічка стала одним з переможців Восьмого конкурсного відбору Державного агентства України з питань кіно, яке на 100 % проспонсорувало весь кошторис фільму..

## Реліз
У квітні 2017 року проект фільму переміг на пітчингу «Meeting Point — Vilnius» у рамках індустріальної платформи Вільнюського міжнародного кінофестивалю «Kino PAVASARIS» та як приз отримав право ринкового показу на Каннському кіноринку. Відповідно, 22 травня 2017 року стрічку було представлено на Каннському кіноринку-2017 у рамках прогарми «Vilnius goes to Cannes» представленої Вільнюським міжнародним кінофестивалем.
В обмежений український прокат фільм вперше вийшов 9 листопада 2017 року. Українським прокатником тоді стала компанія Kinove.
Згодом творці фільму, незадоволені результатами першого прокату, вирішили вдруге випустити фільм в український прокат 15 лютого 2018, але цього разу у співпраці з іншим українським кінодистриб'ютором «Жовтень-прокат».

### Скандал навколо релізу фільму на домашньому відео
У квітні 2018 режисер стрічки, Марина Степанська, звинуватила продюсерів стрічки, які продали VOD права на стрічку онлайн-кінотеатру Megogo, у тому що вони необдумано продали VOD права на стрічку ще до кінця фестивального прокату стрічки. Зокрема, Степанська заявила, «Треба в момент, коли міжнародний сейлз-агент веде переговори, швиденько скинути фільм у пакеті за три копійки Megogo, і наступного дня він — вуаля, на торрентах. Разом із усім проданим пакетом. Прем'єра на великому американському фестивалі в травні, прокат у Тайвані, і багато іншого — під загрозою. Гасити цю пожежу безглуздо, це ж торенти».

## Нагороди та номінації
| Список нагород та номінацій                                      | Список нагород та номінацій | Список нагород та номінацій           | Список нагород та номінацій | Список нагород та номінацій | Список нагород та номінацій |
| Кінопремія                                                       | Дата церемонії              | Категорія                             | Номінант(и)                 | Результат                   | Дж                          |
| ---------------------------------------------------------------- | --------------------------- | ------------------------------------- | --------------------------- | --------------------------- | --------------------------- |
| 52-й Міжнародний кінофестиваль у Карлових Варах                  | 2017                        | Кришталевий глобус                    | Стрімголов                  | Номінація                   | [ 4 ]                       |
| 8-й Одеський міжнародний кінофестиваль                           | 2017                        | Приз за найкращий український фільм   | Стрімголов                  | Номінація                   | [ 20 ]                      |
| 28-ий Стокгольмський міжнародний кінофестиваль                   | 2017                        | Бронзовий кінь за найкращий фільм     | Стрімголов                  | Номінація                   | [ 21 ] [ 22 ]               |
| 25-ий Міжнародний кінофестиваль Camerimage                       | 11—18.11.2017               | Приз за найкращий операторський дебют | Стрімголов                  | Номінація                   | [ 21 ] [ 23 ]               |
| 22-й Міжнародний фестиваль авторського кіно в Рабаті (Марокко)   | 4.11.2017                   | Приз за найкращу жіночу роль          | Дар'я Плахтій               | Перемога                    | [ 24 ]                      |
| Кінофестиваль «Premiers Plans d'Angers» (Франція)                | 2018                        | Приз глядацьких симпатій              | Стрімголов                  | Перемога                    | [ 25 ]                      |
| Премія «Золота дзиґа»                                            | 20.04.2018                  | Найкращий фільм                       | Стрімголов                  | Номінація                   | [ 26 ] [ 27 ]               |
| Премія «Золота дзиґа»                                            | 20.04.2018                  | Найкраща акторка у головній ролі      | Дар'я Плахтій               | Перемога                    | [ 26 ] [ 27 ]               |
| Премія «Золота дзиґа»                                            | 20.04.2018                  | Найкращий актор другого плану         | Олег Мосійчук               | Номінація                   | [ 26 ] [ 27 ]               |
| Премія «Золота дзиґа»                                            | 20.04.2018                  | Найкраща акторка другого плану        | Лариса Руснак               | Номінація                   | [ 26 ] [ 27 ]               |
| Премія «Золота дзиґа»                                            | 20.04.2018                  | Найкращий композитор                  | Микита Моісєєв              | Перемога                    | [ 26 ] [ 27 ]               |
| Премія «Золота дзиґа»                                            | 20.04.2018                  | Найкращий звукорежисер                | Сергій Степанський          | Перемога                    | [ 26 ] [ 27 ]               |
| Премія «Золота дзиґа»                                            | 20.04.2018                  | Найкращий художник із гриму           | Олена Ходос                 | Номінація                   | [ 26 ] [ 27 ]               |
| 5-й фестиваль «Ceau, Cinema! Festival de Buzunar» (Румунія)      | 2018                        | Приз за найкращий дебют               | Стрімголов                  | Перемога                    | [ 28 ]                      |
| 5-й фестиваль «Ceau, Cinema! Festival de Buzunar» (Румунія)      | 2018                        | Приз глядацьких симпатій              | Стрімголов                  | Перемога                    | [ 28 ]                      |
| Міжнародний кінофестиваль «Шовковий шлях» (Silk Road IFF, Китай) | 2018                        | Приз за найкращу жіночу роль          | Дар'я Плахтій               | Перемога                    | [ 29 ]                      |